# Porte de Vincennes
La porte de Vincennes est une porte de Paris en France située dans le quartier du Bel-Air à l'intersection de l'avenue de la Porte-de-Vincennes et du boulevard Carnot au niveau de l'échangeur avec le boulevard périphérique.

## Situation et accès

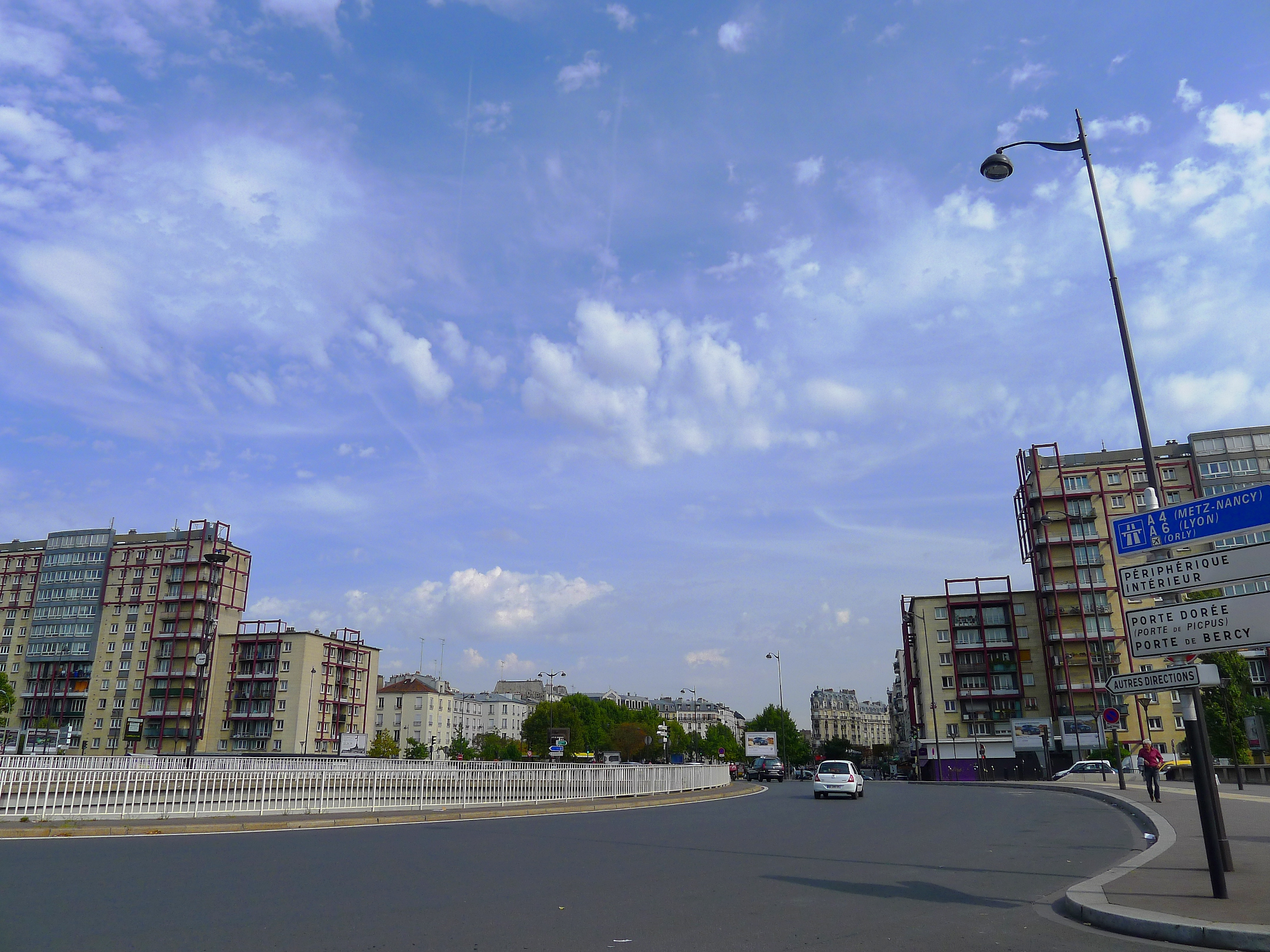
Rond-point au-dessus du périphérique à la porte de Vincennes ; en arrière-plan, Saint-Mandé.

La porte de Vincennes correspond à un espace situé à la limite des 12e et 20e arrondissements. La zone est, d'une manière étendue, délimitée à l'ouest par la rue des Pyrénées et l’avenue du Docteur-Arnold-Netter, à l’est par le boulevard Davout et le boulevard Soult, et traversée par le cours de Vincennes.
Au croisement du cours de Vincennes et des boulevards des Maréchaux, avec un accès immédiat vers le boulevard périphérique intérieur et extérieur, et l'origine de la RN 34, la porte de Vincennes est un secteur à forte densité automobile.
La porte de Vincennes est l’une des principales portes parisiennes vers l’est et débouche sur les communes de Saint-Mandé et Vincennes.
Une gare routière régionale y était installée jusqu'à la mise en service du RER ligne A (en 1972). Des lignes d'autocars y desservaient essentiellement des communes du Val-de-Marne et de Seine-et-Marne.
En ce qui concerne les transports publics, la porte de Vincennes est desservie par la ligne 1 Porte de Vincennes, ainsi que par plusieurs lignes du réseau de bus RATP. 
Depuis le 15 décembre 2012, elle est également le terminus des lignes de tramway :
- Ligne 3a du tramway d'Île-de-France vers le pont du Garigliano ;
- Ligne 3b du tramway d'Île-de-France vers la porte Dauphine.

## Historique
Elle était incluse dans la ZAC Porte-de-Vincennes.

## Bâtiments remarquables et lieux de mémoire
La zone de la porte de Vincennes accueille un des plus grands marchés parisiens qui se tient les mercredis et samedis matin sur le cours de Vincennes. Deux lycées importants de l'est parisien y sont implantés :
- le collège-lycée Hélène-Boucher ;
- le collège-lycée Maurice-Ravel.

L'église Saint-Gabriel, construite dans les années 1920 et tenue depuis lors par les pères de la Congrégation des Sacrés-Cœurs se trouve au niveau de la rue des Pyrénées.
Le 9 janvier 2015, une prise d'otages dans un supermarché casher (23, avenue de la Porte-de-Vincennes) y a lieu et fait cinq morts, dont le preneur d'otages, Amedy Coulibaly.

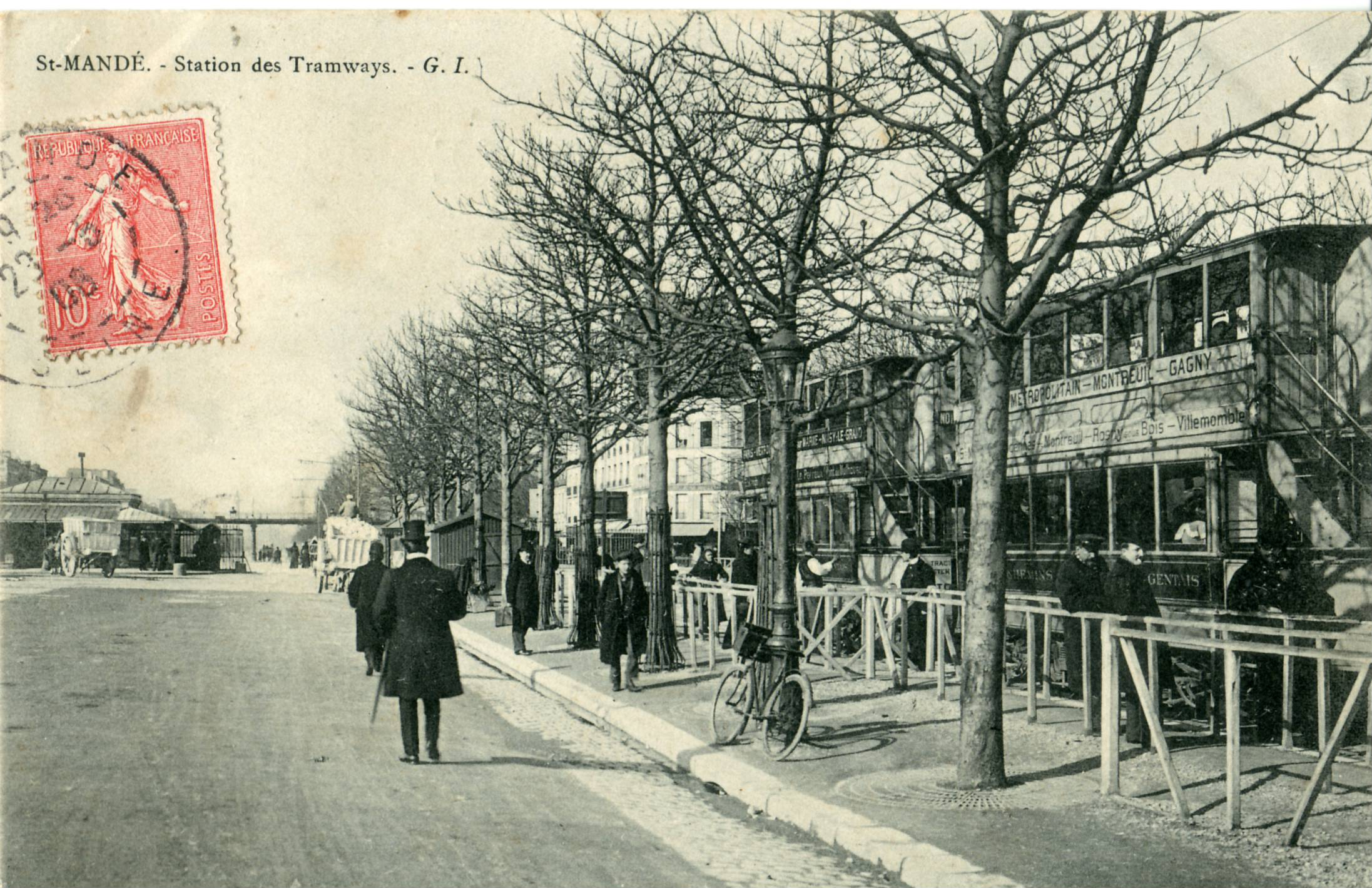
La porte de Vincennes vers 1900 vue depuis Saint-Mandé, au niveau de la station des tramways nogentais.
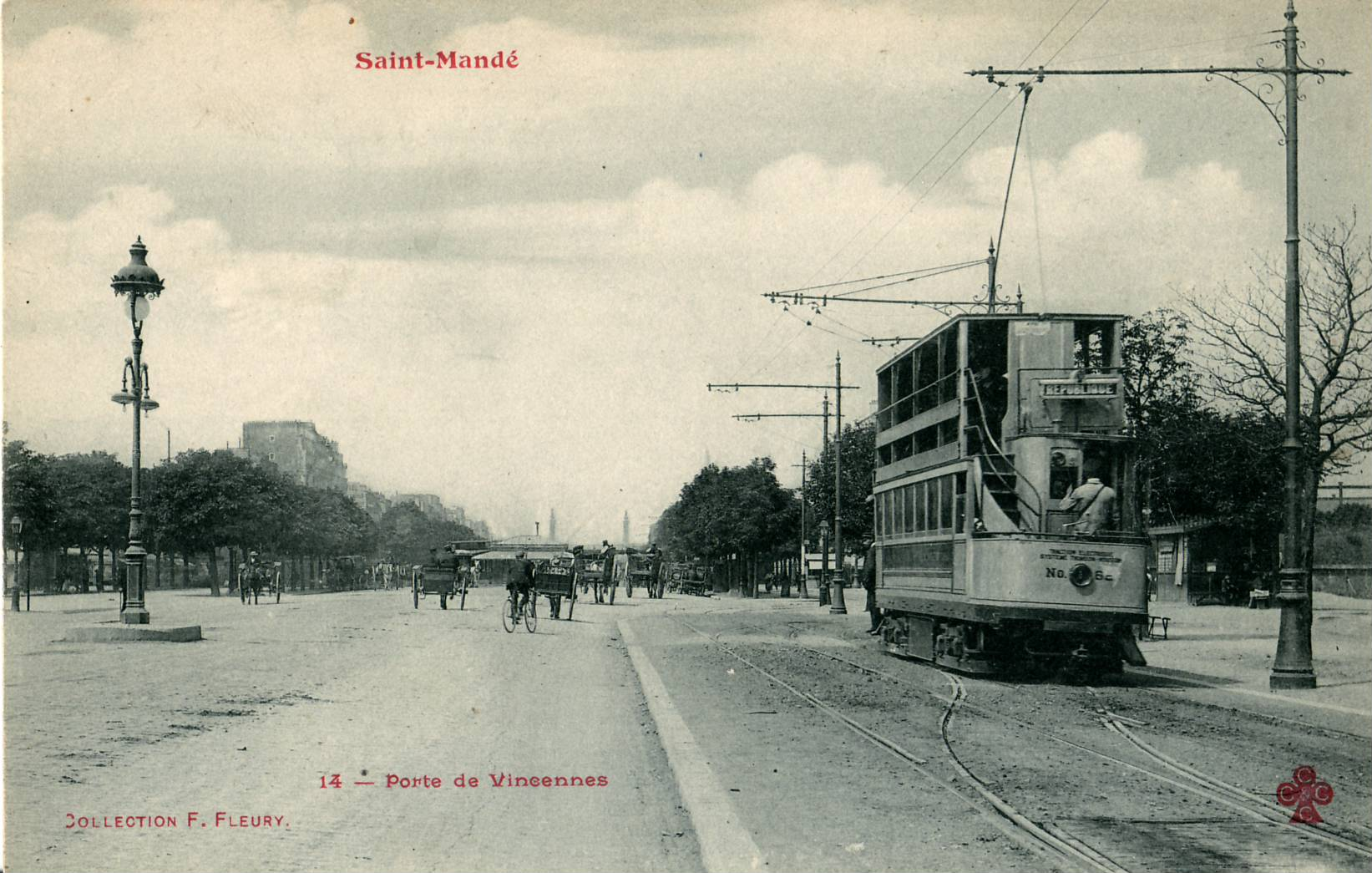
La porte avec un tramway à impériale des Nogentais pour la place de la République.
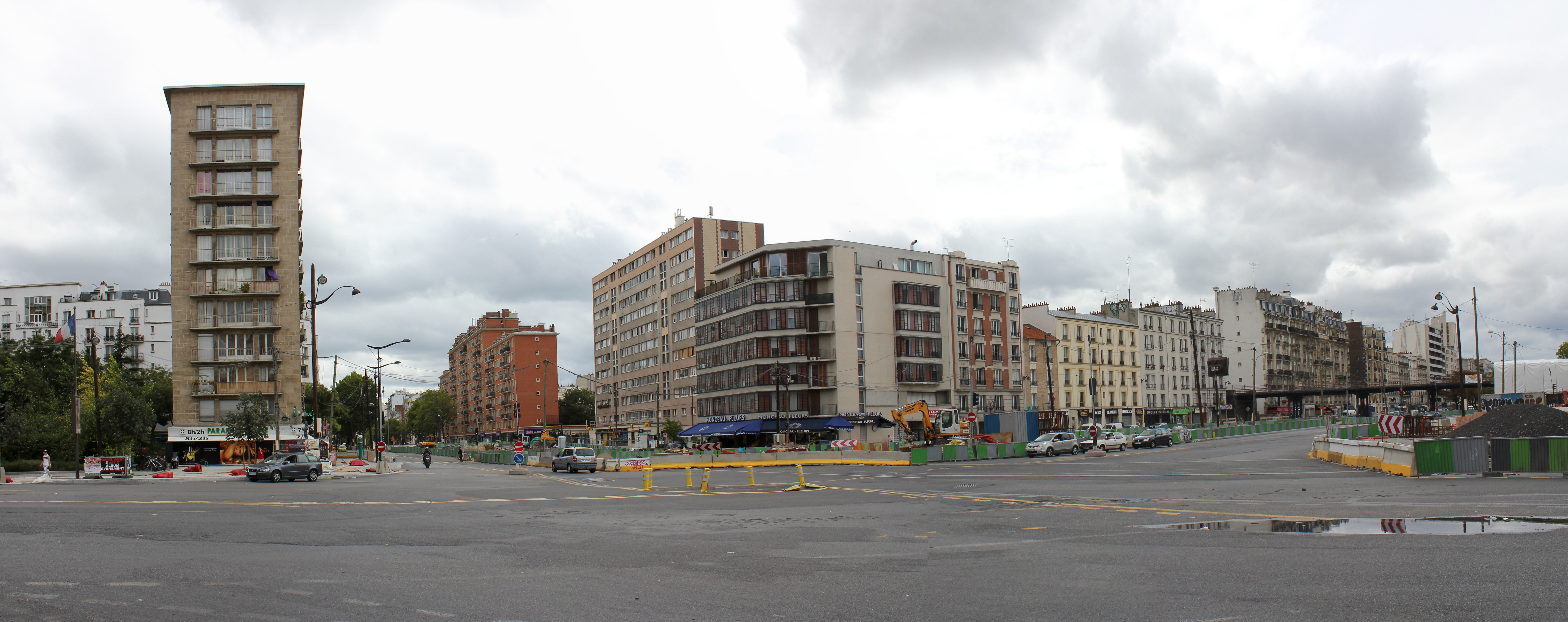
La porte durant les travaux du tramway T3 en août 2011.